# Brachycephalus
Brachycephalus là một chi động vật lưỡng cư trong họ Brachycephalidae, thuộc bộ Anura. Chi này có 11 loài và 9% bị đe dọa hoặc tuyệt chủng.

## Hình ảnh

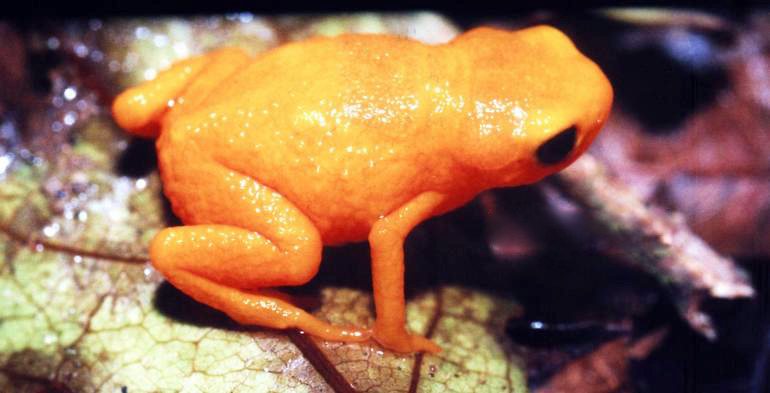
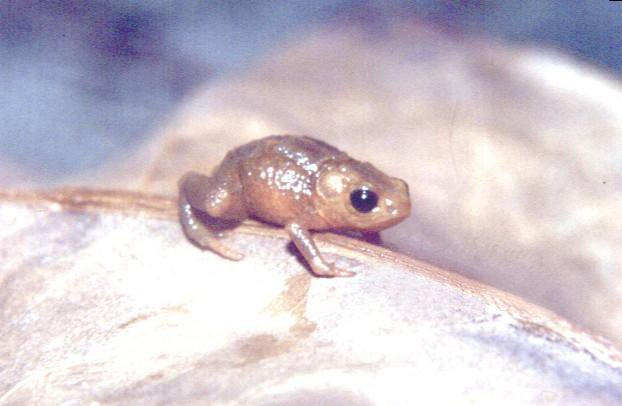